# Cumberland
Cumberland a fost unul dintre cele 39 Comitate istorice ale Angliei. A apărut în secolul al XII-lea iar între 1889 și 1974 a fost un comitat administrativ. În urma reformei administrative din 1974 comitatul devine parte a comitatului actual Cumbria. 